# Torneo Apertura 2006 (Colombia)
El Torneo Apertura 2006 fue la sexagésima tercera edición de la Categoría Primera A de fútbol profesional colombiano, siendo el primer torneo de la temporada 2006. Comenzó el sábado 4 de febrero y finalizó el domingo 25 de junio.

## Sistema de juego
En la primera etapa se juegan 18 fechas bajo el sistema de todos contra todos, al término de los cuales los ocho primeros clasificados avanzan a los cuadrangulares semifinales. Allí los ocho equipos se dividen en dos grupos (A, pares y B impares). Los ganadores de cada grupo se enfrentan en junio para decidir al campeón del torneo, que obtendrá un cupo en la fase de grupos de la Copa Libertadores 2007.

## Equipos participantes

### Relevo anual de clubes
| Ascendido a la Primera A                        |
| ----------------------------------------------- |
| Cúcuta Deportivo (Campeón de la Primera B 2005) |

| Descendido a la Primera B                                 |
| --------------------------------------------------------- |
| Unión Magdalena (Peor promedio acumulado en la Primera A) |

### Datos de los clubes
| Equipo                 | Ciudad       | Estadio                        | Aforo  |
| ---------------------- | ------------ | ------------------------------ | ------ |
| América de Cali        | Cali         | Olímpico Pascual Guerrero      | 45.195 |
| Atlético Bucaramanga   | Bucaramanga  | Alfonso López                  | 26.000 |
| Atlético Huila         | Neiva        | Guillermo Plazas Alcid         | 24.000 |
| Atlético Nacional      | Medellín     | Atanasio Girardot              | 53.000 |
| Boyacá Chicó           | Tunja        | La Independencia               | 6.000  |
| Cúcuta Deportivo       | Cúcuta       | General Santander              | 45.000 |
| Deportes Quindío       | Armenia      | Centenario                     | 24.000 |
| Deportes Tolima        | Ibagué       | Manuel Murillo Toro            | 27.000 |
| Deportivo Cali         | Cali         | Olímpico Pascual Guerrero      | 45.195 |
| Deportivo Pasto        | Pasto        | Departamental Libertad         | 19.700 |
| Deportivo Pereira      | Pereira      | Hernán Ramírez Villegas        | 30.313 |
| Envigado F. C.         | Envigado     | Polideportivo Sur              | 13.000 |
| Independiente Medellín | Medellín     | Atanasio Girardot              | 53.000 |
| Atlético Junior        | Barranquilla | Metropolitano Roberto Meléndez | 60.000 |
| Millonarios            | Bogotá       | Nemesio Camacho El Campín      | 46.018 |
| Once Caldas            | Manizales    | Palogrande                     | 42.553 |
| Real Cartagena         | Sincelejo    | Arturo Cumplido Sierra         | 5.000  |
| Independiente Santa Fe | Bogotá       | Nemesio Camacho El Campín      | 46.018 |

## Todos contra todos

### Clasificación
- Tabla de posiciones hasta el 21 de mayo de 2006.[2]

| Pos | Equipo                 | Pts | PJ | PG | PE | PP | GF | GC | Dif |
| --- | ---------------------- | --- | -- | -- | -- | -- | -- | -- | --- |
| 1.  | Once Caldas            | 37  | 18 | 10 | 7  | 1  | 31 | 15 | 16  |
| 2.  | Cúcuta Deportivo       | 37  | 18 | 11 | 4  | 3  | 29 | 14 | 15  |
| 3.  | Deportes Tolima        | 32  | 18 | 9  | 5  | 4  | 36 | 19 | 17  |
| 4.  | Atlético Nacional      | 30  | 18 | 9  | 3  | 6  | 27 | 19 | 8   |
| 5.  | Deportivo Pereira      | 29  | 18 | 7  | 8  | 3  | 20 | 15 | 5   |
| 6.  | Millonarios            | 28  | 18 | 7  | 7  | 4  | 27 | 23 | 4   |
| 7.  | Deportivo Cali         | 28  | 18 | 8  | 4  | 6  | 20 | 17 | 3   |
| 8.  | Deportivo Pasto        | 27  | 18 | 7  | 6  | 5  | 28 | 21 | 7   |
| 9.  | Deportes Quindío       | 27  | 18 | 8  | 3  | 7  | 18 | 17 | 1   |
| 10. | América de Cali        | 27  | 18 | 8  | 3  | 7  | 20 | 25 | -5  |
| 11. | Envigado F. C.         | 22  | 18 | 5  | 7  | 6  | 20 | 22 | -2  |
| 12. | Atlético Bucaramanga   | 21  | 18 | 6  | 3  | 9  | 17 | 23 | -6  |
| 13. | Boyacá Chicó           | 20  | 18 | 4  | 8  | 6  | 19 | 22 | -3  |
| 14. | Independiente Santa Fe | 20  | 18 | 5  | 5  | 8  | 24 | 32 | -8  |
| 15. | Atlético Huila         | 20  | 18 | 6  | 2  | 10 | 17 | 33 | -16 |
| 16. | Atlético Junior        | 17  | 18 | 4  | 5  | 9  | 22 | 29 | -7  |
| 17. | Independiente Medellín | 14  | 18 | 3  | 5  | 10 | 15 | 28 | -13 |
| 18. | Real Cartagena         | 7   | 18 | 2  | 1  | 15 | 14 | 30 | -16 |

 Pts=Puntos; PJ=Partidos jugados; G=Partidos ganados; E=Partidos empatados; P=Partidos perdidos; GF=Goles a favor; GC=Goles en contra; DIF=Diferencia de gol
|  | Clasificado para los cuadrangulares semifinales. |
|  | Eliminado                                        |

### Resultados
| Fecha 1 - 5 de febrero de 2006 | Fecha 1 - 5 de febrero de 2006 | Fecha 1 - 5 de febrero de 2006 |
| Equipo Local                   | Resultado                      | Equipo Visitante               |
| ------------------------------ | ------------------------------ | ------------------------------ |
| América de Cali                | 0 - 3                          | Deportivo Cali                 |
| Atlético Huila                 | 1 - 1                          | Millonarios                    |
| Deportivo Pasto                | 1 - 1                          | Pereira                        |
| Deportes Quindío               | 1 - 0                          | Real Cartagena                 |
| Independiente Medellín         | 2 - 0                          | Atlético Bucaramanga           |
| Cúcuta Deportivo               | 3 - 2                          | Atlético Nacional              |
| Junior                         | 3 - 2                          | Envigado F. C.                 |
| Once Caldas                    | 2 - 2                          | Boyacá Chicó                   |
| Santa Fe                       | 0 - 2                          | Deportes Tolima                |

| Fecha 2 - 12 de febrero de 2006 | Fecha 2 - 12 de febrero de 2006 | Fecha 2 - 12 de febrero de 2006 |
| Equipo Local                    | Resultado                       | Equipo Visitante                |
| ------------------------------- | ------------------------------- | ------------------------------- |
| Millonarios                     | 1 - 0                           | Deportivo Pasto                 |
| Deportes Tolima                 | 2 - 0                           | Atlético Huila                  |
| Boyacá Chicó                    | 2 - 0                           | Santa Fe                        |
| Envigado F. C.                  | 1 - 1                           | Once Caldas                     |
| Atlético Nacional               | 2 - 2                           | Junior                          |
| Deportivo Cali                  | 0 - 2                           | Cúcuta Deportivo                |
| Atlético Bucaramanga            | 1 - 0                           | América de Cali                 |
| Real Cartagena                  | 2 - 2                           | Independiente Medellín          |
| Pereira                         | 1 - 0                           | Deportes Quindío                |

| Fecha 3 - 19 de febrero de 2006 | Fecha 3 - 19 de febrero de 2006 | Fecha 3 - 19 de febrero de 2006 |
| Equipo Local                    | Resultado                       | Equipo Visitante                |
| ------------------------------- | ------------------------------- | ------------------------------- |
| Once Caldas                     | 1 - 0                           | Atlético Nacional               |
| Deportivo Pasto                 | 4 - 1                           | Atlético Huila                  |
| Deportes Quindío                | 1 - 1                           | Millonarios                     |
| Independiente Medellín          | 1 - 0                           | Pereira                         |
| América de Cali                 | 2 - 1                           | Real Cartagena                  |
| Cúcuta Deportivo                | 1 - 1                           | Atlético Bucaramanga            |
| Junior                          | 0 - 0                           | Deportivo Cali                  |
| Santa Fe                        | 3 - 3                           | Envigado F. C.                  |
| Deportes Tolima                 | 3 - 1                           | Boyacá Chicó                    |

| Fecha 4 - 26 de febrero de 2006 | Fecha 4 - 26 de febrero de 2006 | Fecha 4 - 26 de febrero de 2006 |
| Equipo Local                    | Resultado                       | Equipo Visitante                |
| ------------------------------- | ------------------------------- | ------------------------------- |
| Atlético Nacional               | 2 - 1                           | Santa Fe                        |
| Atlético Huila                  | 3 - 1                           | Boyacá Chicó                    |
| Real Cartagena                  | 0 - 1                           | Cúcuta Deportivo                |
| Millonarios                     | 3 - 0                           | Independiente Medellín          |
| Pereira                         | 2 - 2                           | América de Cali                 |
| Atlético Bucaramanga            | 2 - 0                           | Junior                          |
| Deportivo Cali                  | 1 - 2                           | Once Caldas                     |
| Deportivo Pasto                 | 2 - 3                           | Deportes Quindío                |
| Envigado F. C.                  | 3 - 7                           | Deportes Tolima                 |

| Fecha 5 - 5 de marzo de 2006 | Fecha 5 - 5 de marzo de 2006 | Fecha 5 - 5 de marzo de 2006 |
| Equipo Local                 | Resultado                    | Equipo Visitante             |
| ---------------------------- | ---------------------------- | ---------------------------- |
| América de Cali              | 1 - 0                        | Millonarios                  |
| Deportes Quindío             | 2 - 0                        | Atlético Huila               |
| Independiente Medellín       | 2 - 2                        | Deportivo Pasto              |
| Cúcuta Deportivo             | 0 - 1                        | Pereira                      |
| Junior                       | 2 - 0                        | Real Cartagena               |
| Once Caldas                  | 1 - 0                        | Atlético Bucaramanga         |
| Santa Fe                     | 2 - 1                        | Deportivo Cali               |
| Deportes Tolima              | 5 - 1                        | Atlético Nacional            |
| Boyacá Chicó                 | 0 - 0                        | Envigado F. C.               |

| Fecha 6 - 8 de marzo de 2006 | Fecha 6 - 8 de marzo de 2006 | Fecha 6 - 8 de marzo de 2006 |
| Equipo Local                 | Resultado                    | Equipo Visitante             |
| ---------------------------- | ---------------------------- | ---------------------------- |
| Atlético Bucaramanga         | 2 - 1                        | Santa Fe                     |
| Atlético Huila               | 1 - 0                        | Envigado F. C.               |
| Atlético Nacional            | 1 - 0                        | Boyacá Chicó                 |
| Deportivo Cali               | 2 - 1                        | Deportes Tolima              |
| Real Cartagena               | 1 - 2                        | Once Caldas                  |
| Pereira                      | 1 - 0                        | Junior                       |
| Millonarios                  | 1 - 0                        | Cúcuta Deportivo             |
| Deportivo Pasto              | 2 - 1                        | América de Cali              |
| Deportes Quindío             | 2 - 0                        | Independiente Medellín       |

| Fecha 7 - 15 de marzo de 2006 | Fecha 7 - 15 de marzo de 2006 | Fecha 7 - 15 de marzo de 2006 |
| Equipo Local                  | Resultado                     | Equipo Visitante              |
| ----------------------------- | ----------------------------- | ----------------------------- |
| Envigado F. C.                | 1 - 0                         | Atlético Nacional             |
| Independiente Medellín        | 0 - 1                         | Atlético Huila                |
| América de Cali               | 0 - 1                         | Deportes Quindío              |
| Cúcuta Deportivo              | 3 - 1                         | Deportivo Pasto               |
| Junior                        | 4 - 4                         | Millonarios                   |
| Once Caldas                   | 2 - 1                         | Pereira                       |
| Santa Fe                      | 2 - 1                         | Real Cartagena                |
| Deportes Tolima               | 0 - 0                         | Atlético Bucaramanga          |
| Boyacá Chicó                  | 1 - 1                         | Deportivo Cali                |

| Fecha 8 - 19 de marzo de 2006 | Fecha 8 - 19 de marzo de 2006 | Fecha 8 - 19 de marzo de 2006 |
| Equipo Local                  | Resultado                     | Equipo Visitante              |
| ----------------------------- | ----------------------------- | ----------------------------- |
| Independiente Medellín        | 2 - 3                         | América de Cali               |
| Atlético Huila                | 1 - 0                         | Atlético Nacional             |
| Deportivo Cali                | 0 - 1                         | Envigado F. C.                |
| Atlético Bucaramanga          | 1 - 0                         | Boyacá Chicó                  |
| Real Cartagena                | 1 - 2                         | Deportes Tolima               |
| Pereira                       | 1 - 1                         | Santa Fe                      |
| Millonarios                   | 1 - 1                         | Once Caldas                   |
| Deportivo Pasto               | 2 - 0                         | Junior                        |
| Deportes Quindío              | 0 - 1                         | Cúcuta Deportivo              |

| Fecha 9 - 26 de marzo de 2006 | Fecha 9 - 26 de marzo de 2006 | Fecha 9 - 26 de marzo de 2006 |
| Equipo Local                  | Resultado                     | Equipo Visitante              |
| ----------------------------- | ----------------------------- | ----------------------------- |
| Millonarios                   | 3 - 3                         | Santa Fe                      |
| Deportivo Cali                | 1 - 1                         | América de Cali               |
| Atlético Nacional             | 2 - 1                         | Independiente Medellín        |
| Real Cartagena                | 1 - 2                         | Junior                        |
| Atlético Huila                | 1 - 4                         | Deportes Tolima               |
| Pereira                       | 0 - 0                         | Once Caldas                   |
| Atlético Bucaramanga          | 2 - 1                         | Cúcuta Deportivo              |
| Envigado F. C.                | 2 - 0                         | Deportes Quindío              |
| Boyacá Chicó                  | 0 - 0                         | Deportivo Pasto               |

| Fecha 10 - 2 de abril de 2006 | Fecha 10 - 2 de abril de 2006 | Fecha 10 - 2 de abril de 2006 |
| Equipo Local                  | Resultado                     | Equipo Visitante              |
| ----------------------------- | ----------------------------- | ----------------------------- |
| Atlético Nacional             | 2 - 0                         | Deportivo Cali                |
| Cúcuta Deportivo              | 1 - 0                         | Independiente Medellín        |
| Santa Fe                      | 1 - 3                         | Millonarios                   |
| Deportes Tolima               | 0 - 0                         | Pereira                       |
| Junior                        | 0 - 1                         | Deportes Quindío              |
| Envigado F. C.                | 0 - 0                         | Atlético Bucaramanga          |
| Once Caldas                   | 4 - 2                         | Deportivo Pasto               |
| América de Cali               | 2 - 1                         | Atlético Huila                |
| Boyacá Chicó                  | 4 - 2                         | Real Cartagena                |

| Fecha 11 - 9 de abril de 2006 | Fecha 11 - 9 de abril de 2006 | Fecha 11 - 9 de abril de 2006 |
| Equipo Local                  | Resultado                     | Equipo Visitante              |
| ----------------------------- | ----------------------------- | ----------------------------- |
| Milonarios                    | 0 - 3                         | Deportes Tolima               |
| Atlético Huila                | 3 - 1                         | Deportivo Cali                |
| Atlético Bucaramanga          | 0 - 2                         | Atlético Nacional             |
| Real Cartagena                | 0 - 1                         | Envigado                      |
| Pereira                       | 1 - 1                         | Boyacá Chicó                  |
| Deportivo Pasto               | 4 - 1                         | Santa Fe                      |
| Deportes Quindío              | 1 - 3                         | Once Caldas                   |
| Independiente Medellín        | 3 - 1                         | Junior                        |
| América de Cali               | 0 - 1                         | Cúcuta Deportivo              |

| Fecha 12 - 16 de abril de 2006 | Fecha 12 - 16 de abril de 2006 | Fecha 12 - 16 de abril de 2006 |
| Equipo Local                   | Resultado                      | Equipo Visitante               |
| ------------------------------ | ------------------------------ | ------------------------------ |
| Once Caldas                    | 6 - 0                          | Independiente Medellín         |
| Cúcuta Deportivo               | 4 - 0                          | Atlético Huila                 |
| Junior                         | 1 - 2                          | América de Cali                |
| Santa Fe                       | 0 - 0                          | Deportes Quindío               |
| Deportes Tolima                | 1 - 1                          | Deportivo Pasto                |
| Envigado F. C.                 | 2 - 0                          | Pereira                        |
| Atlético Nacional              | 1 - 0                          | Real Cartagena                 |
| Deportivo Cali                 | 4 - 1                          | Atlético Bucaramanga           |
| Boyacá Chicó                   | 0 - 2                          | Millonarios                    |

| Fecha 13 - 23 de abril de 2006 | Fecha 13 - 23 de abril de 2006 | Fecha 13 - 23 de abril de 2006 |
| Equipo Local                   | Resultado                      | Equipo Visitante               |
| ------------------------------ | ------------------------------ | ------------------------------ |
| Pereira                        | 2 - 1                          | Atlético Nacional              |
| Atlético Huila                 | 2 - 1                          | Atlético Bucaramanga           |
| Real Cartagena                 | 0 - 1                          | Deportivo Cali                 |
| Millonarios                    | 1 - 1                          | Envigado F. C.                 |
| Deportes Quindío               | 2 - 1                          | Deportes Tolima                |
| Deportivo Pasto                | 1 - 1                          | Boyacá Chicó                   |
| Independiente Medellín         | 0 - 1                          | Santa Fe                       |
| América de Cali                | 0 - 0                          | Once Caldas                    |
| Cúcuta Deportivo               | 2 - 0                          | Junior                         |

| Fecha 14 - 30 de abril de 2006 | Fecha 14 - 30 de abril de 2006 | Fecha 14 - 30 de abril de 2006 |
| Equipo Local                   | Resultado                      | Equipo Visitante               |
| ------------------------------ | ------------------------------ | ------------------------------ |
| Once Caldas                    | 2 - 2                          | Cúcuta Deportivo               |
| Junior                         | 3 - 0                          | Atlético Huila                 |
| Santa Fe                       | 1 - 3                          | América de Cali                |
| Deportes Tolima                | 0 - 0                          | Independiente Medellín         |
| Boyacá Chicó                   | 1 - 2                          | Deportes Quindío               |
| Envigado F. C.                 | 0 - 1                          | Deportivo Pasto                |
| Atlético Nacional              | 2 - 0                          | Millonarios                    |
| Deportivo Cali                 | 1 - 1                          | Pereira                        |
| Atlético Bucaramanga           | 0 - 1                          | Real Cartagena                 |

| Fecha 15 - 7 de mayo de 2006 | Fecha 15 - 7 de mayo de 2006 | Fecha 15 - 7 de mayo de 2006 |
| Equipo Local                 | Resultado                    | Equipo Visitante             |
| ---------------------------- | ---------------------------- | ---------------------------- |
| América de Cali              | 1 - 0                        | Deportes Tolima              |
| Atlético Huila               | 1 - 3                        | Real Cartagena               |
| Pereira                      | 3 - 2                        | Atlético Bucaramanga         |
| Deportivo Pasto              | 0 - 0                        | Atlético Nacional            |
| Deportes Quindío             | 1 - 1                        | Envigado F. C.               |
| Independiente Medellín       | 1 - 2                        | Boyacá Chicó                 |
| Cúcuta Deportivo             | 2 - 0                        | Santa Fe                     |
| Junior                       | 0 - 0                        | Once Caldas                  |
| Millonarios                  | 0 - 1                        | Deportivo Cali               |

| Fecha 16 - 13 de mayo de 2006 | Fecha 16 - 13 de mayo de 2006 | Fecha 16 - 13 de mayo de 2006 |
| Equipo Local                  | Resultado                     | Equipo Visitante              |
| ----------------------------- | ----------------------------- | ----------------------------- |
| Envigado F. C.                | 0 - 0                         | Independiente Medellín        |
| Once Caldas                   | 1 - 0                         | Atlético Huila                |
| Santa Fe                      | 4 - 2                         | Junior                        |
| Deportes Tolima               | 2 - 2                         | Cúcuta Deportivo              |
| Boyacá Chicó                  | 1 - 0                         | América de Cali               |
| Atlético Nacional             | 2 - 1                         | Deportes Quindío              |
| Deportivo Cali                | 1 - 0                         | Deportivo Pasto               |
| Atlético Bucaramanga          | 2 - 3                         | Millonarios                   |
| Real Cartagena                | 0 - 1                         | Pereira                       |

| Fecha 17 - 17 de mayo de 2006 | Fecha 17 - 17 de mayo de 2006 | Fecha 17 - 17 de mayo de 2006 |
| Equipo Local                  | Resultado                     | Equipo Visitante              |
| ----------------------------- | ----------------------------- | ----------------------------- |
| Atlético Huila                | 0 - 3                         | Pereira                       |
| Millonarios                   | 2 - 1                         | Real Cartagena                |
| Deportivo Pasto               | 2 - 1                         | Atlético Bucaramanga          |
| Deportes Quindío              | 0 - 1                         | Deportivo Cali                |
| Independiente Medellín        | 1 - 1                         | Atlético Nacional             |
| América de Cali               | 2 - 1                         | Envigado F. C.                |
| Cúcuta Deportivo              | 1 - 1                         | Boyacá Chicó                  |
| Junior                        | 1 - 2                         | Deportes Tolima               |
| Once Caldas                   | 0 - 2                         | Santa Fe                      |

| Fecha 18 - 21 de mayo de 2006 | Fecha 18 - 21 de mayo de 2006 | Fecha 18 - 21 de mayo de 2006 |
| Equipo Local                  | Resultado                     | Equipo Visitante              |
| ----------------------------- | ----------------------------- | ----------------------------- |
| Santa Fe                      | 1 - 1                         | Atlético Huila                |
| Boyacá Chicó                  | 1 - 1                         | Junior                        |
| Envigado F. C.                | 1 - 2                         | Cúcuta Deportivo              |
| Atlético Nacional             | 6 - 0                         | América de Cali               |
| Atlético Bucaramanga          | 1 - 0                         | Deportes Quindío              |
| Deportivo Cali                | 1 - 0                         | Independiente Medellín        |
| Real Cartagena                | 0 - 3                         | Deportivo Pasto               |
| Pereira                       | 1 - 1                         | Millonarios                   |
| Deportes Tolima               | 1 - 3                         | Once Caldas                   |

## Cuadrangulares semifinales
La segunda fase del Torneo Apertura 2006 consistió en los cuadrangulares semifinales. Estos los disputaron los ocho mejores equipos del torneo distribuidos en dos grupos de cuatro equipos divididos en pares e impares. Los ganadores de cada grupo se enfrentaron en la gran final para definir al campeón.

### Grupo A
| R   | Pos | Equipo            | Pts | PJ | PG | PE | PP | GF | GC | Dif |
| --- | --- | ----------------- | --- | -- | -- | -- | -- | -- | -- | --- |
| (7) | 1.  | Deportivo Cali    | 12  | 6  | 3  | 3  | 0  | 11 | 6  | 5   |
| (3) | 2.  | Deportes Tolima   | 9   | 6  | 2  | 3  | 1  | 9  | 8  | 1   |
| (1) | 3.  | Once Caldas       | 7   | 6  | 2  | 1  | 3  | 7  | 10 | -3  |
| (5) | 4.  | Deportivo Pereira | 4   | 6  | 1  | 1  | 4  | 10 | 13 | -3  |

 R=Clasificación en la fase de todos contra todos; Pts=Puntos; PJ=Partidos jugados; G=Partidos ganados; E=Partidos empatados; P=Partidos perdidos; GF=Goles a favor; GC=Goles en contra; DIF=Diferencia de gol
| Fecha 1 - 31 de mayo de 2006 | Fecha 1 - 31 de mayo de 2006 | Fecha 1 - 31 de mayo de 2006 |
| Equipo Local                 | Resultado                    | Equipo Visitante             |
| ---------------------------- | ---------------------------- | ---------------------------- |
| Once Caldas                  | 1 - 1                        | Tolima                       |
| Deportivo Cali               | 4 - 1                        | Pereira                      |

| Fecha 2 - 4 de junio de 2006 | Fecha 2 - 4 de junio de 2006 | Fecha 2 - 4 de junio de 2006 |
| Equipo Local                 | Resultado                    | Equipo Visitante             |
| ---------------------------- | ---------------------------- | ---------------------------- |
| Tolima                       | 0 - 0                        | Deportivo Cali               |
| Pereira                      | 1 - 2                        | Once Caldas                  |

| Fecha 3 - 7 de junio de 2006 | Fecha 3 - 7 de junio de 2006 | Fecha 3 - 7 de junio de 2006 |
| Equipo Local                 | Resultado                    | Equipo Visitante             |
| ---------------------------- | ---------------------------- | ---------------------------- |
| Tolima                       | 2 - 1                        | Pereira                      |
| Once Caldas                  | 0 - 1                        | Deportivo Cali               |

| Fecha 4 - 11 de junio de 2006 | Fecha 4 - 11 de junio de 2006 | Fecha 4 - 11 de junio de 2006 |
| Equipo Local                  | Resultado                     | Equipo Visitante              |
| ----------------------------- | ----------------------------- | ----------------------------- |
| Pereira                       | 4 - 0                         | Tolima                        |
| Deportivo Cali                | 2 - 1                         | Once Caldas                   |

| Fecha 5 - 14 de junio de 2006 | Fecha 5 - 14 de junio de 2006 | Fecha 5 - 14 de junio de 2006 |
| Equipo Local                  | Resultado                     | Equipo Visitante              |
| ----------------------------- | ----------------------------- | ----------------------------- |
| Deportivo Cali                | 2 - 2                         | Tolima                        |
| Once Caldas                   | 3 - 1                         | Pereira                       |

| Fecha 6 - 18 de junio de 2006 | Fecha 6 - 18 de junio de 2006 | Fecha 6 - 18 de junio de 2006 |
| Equipo Local                  | Resultado                     | Equipo Visitante              |
| ----------------------------- | ----------------------------- | ----------------------------- |
| Tolima                        | 4 - 0                         | Once Caldas                   |
| Deportivo Pereira             | 2 - 2                         | Deportivo Cali                |

### Grupo B
| R   | Pos | Equipo            | Pts | PJ | PG | PE | PP | GF | GC | Dif |
| --- | --- | ----------------- | --- | -- | -- | -- | -- | -- | -- | --- |
| (8) | 1.  | Deportivo Pasto   | 13  | 6  | 4  | 1  | 1  | 9  | 5  | 4   |
| (2) | 2.  | Cúcuta Deportivo  | 10  | 6  | 3  | 1  | 2  | 8  | 8  | 0   |
| (4) | 3.  | Atlético Nacional | 6   | 6  | 2  | 0  | 4  | 9  | 10 | -1  |
| (6) | 4.  | Millonarios       | 5   | 6  | 1  | 2  | 3  | 5  | 8  | -3  |

 R=Clasificación en la fase de todos contra todos; Pts=Puntos; PJ=Partidos jugados; G=Partidos ganados; E=Partidos empatados; P=Partidos perdidos; GF=Goles a favor; GC=Goles en contra; DIF=Diferencia de gol
| Fecha 1 - 31 de mayo de 2006 | Fecha 1 - 31 de mayo de 2006 | Fecha 1 - 31 de mayo de 2006 |
| Equipo Local                 | Resultado                    | Equipo Visitante             |
| ---------------------------- | ---------------------------- | ---------------------------- |
| Pasto                        | 2 - 1                        | Atlético Nacional            |
| Millonarios                  | 1 - 1                        | Cúcuta                       |

| Fecha 2 - 4 de junio de 2006 | Fecha 2 - 4 de junio de 2006 | Fecha 2 - 4 de junio de 2006 |
| Equipo Local                 | Resultado                    | Equipo Visitante             |
| ---------------------------- | ---------------------------- | ---------------------------- |
| Atlético Nacional            | 2 - 0                        | Millonarios                  |
| Cúcuta                       | 0 - 1                        | Pasto                        |

| Fecha 3 - 7 de junio de 2006 | Fecha 3 - 7 de junio de 2006 | Fecha 3 - 7 de junio de 2006 |
| Equipo Local                 | Resultado                    | Equipo Visitante             |
| ---------------------------- | ---------------------------- | ---------------------------- |
| Atlético Nacional            | 2 - 3                        | Cúcuta                       |
| Pasto                        | 1 - 1                        | Millonarios                  |

| Fecha 4 - 11 de junio de 2006 | Fecha 4 - 11 de junio de 2006 | Fecha 4 - 11 de junio de 2006 |
| Equipo Local                  | Resultado                     | Equipo Visitante              |
| ----------------------------- | ----------------------------- | ----------------------------- |
| Cúcuta                        | 2 - 1                         | Atlético Nacional             |
| Millonarios                   | 2 - 0                         | Pasto                         |

| Fecha 5 - 14 de junio de 2006 | Fecha 5 - 14 de junio de 2006 | Fecha 5 - 14 de junio de 2006 |
| Equipo Local                  | Resultado                     | Equipo Visitante              |
| ----------------------------- | ----------------------------- | ----------------------------- |
| Millonarios                   | 0 - 2                         | Atlético Nacional             |
| Pasto                         | 2 - 0                         | Cúcuta                        |

| Fecha 6 - 18 de junio de 2006 | Fecha 6 - 18 de junio de 2006 | Fecha 6 - 18 de junio de 2006 |
| Equipo Local                  | Resultado                     | Equipo Visitante              |
| ----------------------------- | ----------------------------- | ----------------------------- |
| Atlético Nacional             | 1 - 3                         | Pasto                         |
| Cúcuta                        | 2 - 1                         | Millonarios                   |

## Final
| Fecha                                                  | Ciudad | Equipo local    | Resultado | Equipo visitante |
| ------------------------------------------------------ | ------ | --------------- | --------- | ---------------- |
| 21 de junio                                            | Cali   | Deportivo Cali  | 0 - 1     | Deportivo Pasto  |
| 25 de junio                                            | Pasto  | Deportivo Pasto | 1 - 1     | Deportivo Cali   |
| Deportivo Pasto es campeón por marcador global de 2-1. |        |                 |           |                  |

|                                     |
| Bandera de Colombia                 |
| Campeón Deportivo Pasto 1.er título |

## Goleadores
| Jugador                | Equipo            | Goles |
| ---------------------- | ----------------- | ----- |
| Jorge Díaz             | Cúcuta Deportivo  | 15    |
| Dayro Moreno           | Once Caldas       | 14    |
| Carlos Villagra        | Deportivo Pasto   | 13    |
| Sergio Galván          | Atlético Nacional | 12    |
| Carlos Darwin Quintero | Deportes Tolima   | 12    |